# Austrosimulium furiosum
Austrosimulium furiosum är en tvåvingeart som först beskrevs av Frederick Askew Skuse 1889.  Austrosimulium furiosum ingår i släktet Austrosimulium och familjen knott. Inga underarter finns listade i Catalogue of Life.